# Guttipsilopa bahamaensis
Guttipsilopa bahamaensis är en tvåvingeart som först beskrevs av Wayne N. Mathis och Wirth 1977.  Guttipsilopa bahamaensis ingår i släktet Guttipsilopa och familjen vattenflugor.
Artens utbredningsområde är Bahamas. Inga underarter finns listade i Catalogue of Life.